# Willem Jacob Luyten
'Willem Jacob Luyten (Samarão, 7 de março de 1899 — Minneapolis, 21 de novembro de 1994) foi um astrônomo neerlando-americano.

## Vida
Jacob Luyten nasceu em Samarão, Java, na época parte da Índias Orientais Holandesas. Sua mãe era Cornelia M. Francken e seu pai Jacob Luyten, professor de francês.
Na idade de 11 anos, ele observou o cometa Halley, logo começou sua fascinação por astronomia. Ele também tinha o dom de línguas, e, eventualmente, poderia falar nove delas. Em 1912 sua família se mudou de volta para a Holanda, onde estudou astronomia na Universidade de Amesterdão, recebendo seu diploma em 1918.
Ele foi o primeiro aluno a ganhar o seu doutoramento (com a idade de 22) com Ejnar Hertzsprung na Universidade de Leiden. Em 1921 partiu para os Estados Unidos, onde trabalhou pela primeira vez no Observatório Lick. A partir de 1923-1930 Luytens trabalhou na Harvard College Observatory, eventualmente, na estação de trabalho do observatório Bloemfontein. Ele passou os anos 1928-1930, em Bloemfontein, África do Sul, onde conheceu e se casou com Willemina H. Miedema em 5 de fevereiro de 1930.
Após o seu regresso aos Estados Unidos em 1931, lecionou na Universidade de Minnesota 1931-1967, e depois serviu como emérito astrônomo de 1967 até sua morte.
Luytens estudou a movimentos próprios de estrelas e descobriu muitas anãs brancas. Ele também descobriu alguns dos vizinhos mais próximos do Sol, incluindo estrelas o qual colocou seu nome (Luyten), bem como o sistema de estrelas de alta bom movimento Luyten 726-8, que logo encontrou as notaveis estrela UV Ceti.